# Davao
Davao (o Davao City, nome completo e ufficiale: Lungsod ng Dabaw) è una della città più importanti delle Filippine e la capitale de facto dell'isola di Mindanao. 

## Amministrazione
La città, pur essendo amministrativamente indipendente, è geograficamente ubicata nella Provincia di Davao del Sur, nella regione di Davao.
È anche la città più grande dello stato in termini di superficie e una delle più estese del mondo, occupando più di 2.400 km². Il suo aeroporto internazionale e il suo porto movimentano un grandissimo quantitativo di merci. 
Come tutte le maggiori città delle Filippine, Davao è autonoma da qualsiasi provincia benché abitualmente si trova raggruppata con il Davao del Sur per motivi statistici. La città è anche il capoluogo della Regione Davao (Regione XI). 
Dal 1986 Davao è stata prevalentemente amministrata dal clan familiare dei Duterte, tra cui si contano il 16º Presidente filippino Rodrigo Duterte e i figli Sara e Paolo.

## Geografia umana
Davao ha una popolazione di 1,3 milioni di abitanti, che raggiunge i due milioni durante il giorno.
Negli ultimi anni, la metropoli urbana ha avuto una rapida espansione: è emersa come centro di commerci, investimenti e turismo per le Filippine del sud. La città infatti presenta allo stesso tempo spiagge molto attraenti (ed è in prossimità di siti affascinanti per le immersioni), così come luoghi di villeggiatura montani (nelle vicinanze c'è la cima più alta del Paese, il Monte Apo).

## Distretti legislativi ebarangay
Davao è formata da 184 barangay:
- Acacia
- Agdao
- Alambre
- Alejandra Navarro (Lasang)
- Alfonso Angliongto Sr.
- Angalan
- Atan-Awe
- Baganihan
- Bago Aplaya
- Bago Gallera
- Bago Oshiro
- Baguio (Pob.)
- Balengaeng
- Baliok
- Bangkas Heights
- Bantol
- Baracatan
- Barangay 1-A (Pob.)
- Barangay 2-A (Pob.)
- Barangay 3-A (Pob.)
- Barangay 4-A (Pob.)
- Barangay 5-A (Pob.)
- Barangay 6-A (Pob.)
- Barangay 7-A (Pob.)
- Barangay 8-A (Pob.)
- Barangay 9-A (Pob.)
- Barangay 10-A (Pob.)
- Barangay 11-B (Pob.)
- Barangay 12-B (Pob.)
- Barangay 13-B (Pob.)
- Barangay 14-B (Pob.)
- Barangay 15-B (Pob.)
- Barangay 16-B (Pob.)
- Barangay 17-B (Pob.)
- Barangay 18-B (Pob.)
- Barangay 19-B (Pob.)
- Barangay 20-B (Pob.)
- Barangay 21-C (Pob.)
- Barangay 22-C (Pob.)
- Barangay 23-C (Pob.)
- Barangay 24-C (Pob.)
- Barangay 25-C (Pob.)
- Barangay 26-C (Pob.)
- Barangay 27-C (Pob.)
- Barangay 28-C (Pob.)
- Barangay 29-C (Pob.)
- Barangay 30-C (Pob.)
- Barangay 31-D (Pob.)
- Barangay 32-D (Pob.)
- Barangay 33-D (Pob.)
- Barangay 34-D (Pob.)
- Barangay 35-D (Pob.)
- Barangay 36-D (Pob.)
- Barangay 37-D (Pob.)
- Barangay 38-D (Pob.)
- Barangay 39-D (Pob.)
- Barangay 40-D (Pob.)
- Bato
- Bayabas
- Biao Escuela
- Biao Guianga

- Biao Joaquin
- Binugao
- Bucana
- Buda
- Buhangin (Pob.)
- Bunawan (Pob.)
- Cabantian
- Cadalian
- Calinan (Pob.)
- Callawa
- Camansi
- Carmen
- Catalunan Grande
- Catalunan Pequeño
- Catigan
- Cawayan
- Centro (San Juan)
- Colosas
- Communal
- Crossing Bayabas
- Dacudao
- Dalag
- Dalagdag
- Daliao
- Daliaon Plantation
- Datu Salumay
- Dominga
- Dumoy
- Eden
- Fatima (Benowang)
- Gatungan
- Gov. Paciano Bangoy
- Gov. Vicente Duterte
- Gumalang
- Gumitan
- Ilang
- Inayangan
- Indangan
- Kap. Tomas Monteverde Sr.
- Kilate
- Lacson
- Lamanan
- Lampianao
- Langub
- Lapu-lapu
- Leon Garcia Sr.
- Lizada
- Los Amigos
- Lubogan
- Lumiad
- Ma-a
- Mabuhay
- Magsaysay
- Magtuod
- Mahayag
- Malabog
- Malagos
- Malamba
- Manambulan
- Mandug
- Manuel Guianga

- Mapula
- Marapangi
- Marilog
- Matina Aplaya
- Matina Biao
- Matina Crossing
- Matina Pangi
- Megkawayan
- Mintal
- Mudiang
- Mulig
- New Carmen
- New Valencia
- Pampanga
- Panacan
- Panalum
- Pandaitan
- Pangyan
- Paquibato (Pob.)
- Paradise Embak
- Rafael Castillo
- Riverside
- Salapawan
- Salaysay
- Saloy
- San Antonio
- San Isidro (Licanan)
- Santo Niño
- Sasa
- Sibulan
- Sirawan
- Sirib
- Suawan (Tuli)
- Subasta
- Sumimao
- Tacunan
- Tagakpan
- Tagluno
- Tagurano
- Talandang
- Talomo (Pob.)
- Talomo River
- Tamayong
- Tambobong
- Tamugan
- Tapak
- Tawan-tawan
- Tibuloy
- Tibungco
- Tigatto
- Toril (Pob.)
- Tugbok (Pob.)
- Tungakalan
- Ubalde 	2,666
- Ula
- Vicente Hizon Sr.
- Waan
- Wangan
- Wilfredo Aquino
- Wines